# Боцешти (Њамц)
Боцешти (рум. Boțești) насеље је у Румунији у округу Њамц у општини Ђиров. Oпштина се налази на надморској висини од 323 m.

## Становништво
Према подацима из 2011. године у насељу је живело 531 становника.